# جيمس إتش موريس
جيمس إتش موريس (بالإنجليزية: James H. Morris) هو عالم حاسوب أمريكي، ولد في 1941 في بيتسبرغ في الولايات المتحدة.